# Jean d'Angleterre (1266-1271)
Pour les articles homonymes, voir Jean d'Angleterre (homonymie).
Jean d'Angleterre, né le 13 juillet 1266 et mort le 3 août 1271, est l'un des fils du roi d'Angleterre Édouard Ier et de son épouse Éléonore de Castille.

## Biographie
Issu de la puissante famille des Plantagenêts, Jean naît le 13 juillet 1266, durant le règne de son grand-père paternel, le roi Henri III d'Angleterre. Il est alors le quatrième enfant et le tout premier fils du prince Édouard d'Angleterre et de son épouse Éléonore de Castille, les trois grossesses précédentes d'Éléonore ayant donné des filles mortes en bas âge,. Jean est vraisemblablement prénommé en hommage au roi Jean sans Terre, père de son grand-père Henri III. Sa naissance vient renforcer tant la position de son grand-père et de son père, qui ont remporté l'année précédente une victoire décisive face à la fronde baronniale au cours de la bataille d'Evesham, que celle de sa mère, qui n'a donné naissance depuis son mariage avec le prince Édouard en 1254 qu'à trois filles mortes chacune avant d'avoir atteint un an et qui donne enfin un héritier tant attendu à son époux. Le rôle d'Éléonore de Castille à la cour s'accroît d'ailleurs à partir de 1266.
En août 1270, en raison du départ de ses parents pour la Neuvième croisade, le jeune Jean est confié à la garde du comte Richard de Cornouailles, frère cadet du roi Henri. Il réside au château de Wallingford auprès de son grand-oncle afin d'y parfaire son éducation de second sur la ligne de succession au trône, tandis que son frère cadet Henri et sa sœur Aliénor sont élevés au château de Windsor, auprès de leur grand-mère Éléonore de Provence, épouse d'Henri III. Le 3 août 1271, Jean meurt subitement alors qu'il vit toujours auprès de son grand-oncle Richard de Cornouailles. Son trépas suscite l'émoi de la cour d'Henri III et peine profondément le souverain. Jean est inhumé quelques jours plus tard à l'abbaye de Westminster, en l'absence de ses parents, toujours en Terre sainte. Sa mort fait de son frère Henri le fils aîné d'Édouard et le second sur la succession au trône d'Henri III.